# Procreate
Procreate（プロクリエイト）は、Savage Interactive Pty Ltd.で開発されたiPad専用のイラスト制作アプリである。
iPadでApple Pencilを使って鉛筆や水彩などアナログ風のある絵・イラストを描くことができる。アニメーション機能にも対応している。有料アプリで、2011年3月16日にApp Storeでの提供を開始。

## 関連書籍
- 『iPad Pro+Procreate マンガ・イラストの描き方』（多田由美／著、玄光社、2020年10月14日発売）ISBN 978-4-7683-1380-0
- 『Procreateビギナーズガイド iPadではじめるデジタルペイント』（3dtotal publishing／著、ホビージャパン、2021年3月19日発売）ISBN 978-4-7986-2455-6
- 『Procreateビギナーズガイド iPadで描くキャラクターイラスト』（3dtotal publishing／著、ホビージャパン、2021年3月31日発売）ISBN 978-4-7986-2772-4
- 『Procreateハンドブック: iPadで描くイラストスタイルはじめの一歩』（Rii2／著、日貿出版社、2022年1月14日発売）
- 『iPadで描こう! Procreateイラストテクニック』（amity_sensei／著、玄光社、2022年7月4日発売）ISBN 978-4-7683-1634-4
- 『iPadで手軽に本格イラストを描こう! Procreate使いこなしガイド』（Necojita／著、秀和システム、2022年7月28日発売）ISBN 978-4-7980-6501-4
- 『Procreate超入門: 絵心ゼロでもiPadで始めるイラスト制作』（あいかわけいこ／著、ヒトネコデザイン研究所／編集）ISBN 9798841494324
- 『はじめてのProcreateイラスト入門』（Necojita／著、鷹氏シミ／著、ビー・エヌ・エヌ、2022年12月16日発売）ISBN 978-4-8025-1262-6
- 『Procreateで風景を描こう』（3dtotal Publishing／編著、髙瀨みどり／翻訳、Necojita／監修、ビー・エヌ・エヌ、2023年12月20日発売）ISBN 978-4-8025-1285-5